# 시모쓰마촌
시모쓰마촌(下妻村)은 후쿠오카현 야메군에 있던 촌이다. 현재의 야메시의 일부에 해당한다.

## 역사
- 1889년 4월 1일 - 정촌제 시행에 의해 시모쓰마군 시모쓰마촌이 성립하였다.
- 1896년 4월 1일 - 야메군이 되었다.
- 1908년 1월 15일 - 미즈타촌, 후타가와촌과 합병해 미즈타촌이 성립하여 폐지되었다.

## 참고문헌
- 角川日本地名大辞典 40 福岡県
- 『市町村名変遷辞典』東京堂出版、1990年。